# Награда Просветитељ
Просветитељ је наставничка награда, настала 2024. године, на иницијативу проф. др Александра Кавчића који је одлучио да окупи тим образовних експерата и заједно са њима осмисли ову престижну награду за изузетне васпитаче, учитеље, наставнике и инструкторе Републике Србије.
Организатор пројекта је Фондација Алек Кавчић која наградом жели да укаже част и ода признање изузетним наставницима, учитељима, васпитачима и инструкторима Републике Србије.
Просветитељ представља највиши облик признања и јединствен је симбол изузетности у српском образовању. Додела ове награде уважава наставнике, учитеље, васпитаче и инструкторе до универзитетског образовања и њихов индивидуални труд и посвећеност професији. Састоји се од новчане награде, фигуре, снимању едукативног филма за сваког финалисту и подршка приликом учествовања на међународном такмичењу за најбоље едукаторе у свету, Глобалној награди за наставнике (енгл. Global Teacher Prize)
Новчани део награде за најбољег наставника - Просветитеља износио је у 2024. години 1.000.000 динара, што представља највредније наставничко признање у Републици Србији и јединствен је симбол изузетности у српском образовању. Симбол награде је фигура, која представља наставника, учитеља, васпитача или инструктора, сатканог од звезда из чијег длана оне израњају једна по једна, као симболи деце и ученика који се током школовања оснажују да пронађу своје место у друштву. Кроз симбол ове награде истиче се наставничка професија и њен значај за будућност Србије.
Победник прве доделе наставничке награде Просветитељ 2024. био је Младен Шљивовић, наставник Физике и Примењених наука у Гимназији Зајечар.